# Добровольский, Виталий Фёдорович
Вита́лий Фёдорович Доброво́льский (настоящая фамилия — Федорович; 1 мая 1885, Темрюк, Российская империя — 30 сентября 1962) — советский режиссёр и сценарист.

## Биография
Родился 1 мая 1885 года в Темрюке. В кино дебютировал в 1918 году в качестве сценариста и написал ряд сценариев агитационных фильмов, посвящённых Гражданской войне в РСФСР. В 1920-х и 1930-х годов написал ряд очерков и рассказов. В 1941 году в связи с началом ВОВ он был мобилизован в армию в качестве сотрудника Совинформбюро, после демобилизации ушёл на пенсию.
Скончался 30 сентября 1962 года. Похоронен на Армянском кладбище.

## Фильмография

### Режиссёр
- 1925 — Немые свидетели + сценарист

### Сценарист
- 1918 —
  - Восстание
  - Религия диких
  - Хлеб
- 1919 —
  - Пролетарии всех стран, соединяйтесь!
  - Сильным слава
  - Чем ты был?
- 1920 — Две души
- 1927 — Кто ты такой?